# Louise Currey
Louise Currey, född den 24 januari 1969 i Port Kembla som Louise McPaul, är en australisk före detta friidrottare som tävlade i spjutkastning.
Currey deltog vid VM 1991 där hon slutade sexa. Hon var även i final vid Olympiska sommarspelen 1992 där hon blev tolva. Hon misslyckades med att ta sig till final vid VM 1995 i Göteborg.
Hennes främsta merit kom vid Olympiska sommarspelen 1996 då hon slutade tvåa efter Heli Rantanen med ett kast på 65,54.
Hon vann även guld vid Samväldesspelen både 1994 och 1998.